# دامغة الكبيرة (مشرحات)
دامغة الكبيرة (بالفارسية: دامغه بزرگ) هي قرية تقع في إيران في قسم مشرحات الريفي. يقدر عدد سكانها بـ 405 نسمة بحسب إحصاء 2016.